# Димитерс, Артур
Артур Димитерс (латыш. Artūrs Dimiters; 27 апреля 1915 — 1 ноября 1986) — советский и латвийский актёр театра и кино. Народный артист Латвийской ССР (1983).

## Биография
Родился 27 апреля 1915 года, в Витебске. Учился в Латвии на курсах драматических актёров (1933). В 1935—1940 с перерывами работал в Валмиерском театре (Северолатвийский театр, латыш. Ziemeļlatvijas teātris). В сезоне 1936—1937 выступал на сцене Лиепайского театра. С 1940 актёр театра Дайлес (Художественный академический театр им. Я. Райниса) в Риге.
В начале творческой карьеры был характерным актёром, отдавая предпочтение ролям, где можно было раскрыть природу внутренних противоречий человеческих поступков. Такими были Мортимер в драме Ф. Шиллера «Мария Стюарт», Ромео в «Ромео и Джульетте» Уильяма Шекспира (обе 1943) и Владимир Дубровский в «Дубровском» Александра Сергеевича Пушкина.
Позднее играл роли циников и злодеев — людей остроумных, но упрямых и строптивых. Стива Облонский в «Анне Карениной» Льва Николаевича Толстого, Фельдкурат Кац в «Швейке» Ярослава Гашека и Уильям Сесил в пьесе Ф. Брукнера «Елизавета, королева английская».
Член Союза театральных деятелей Латвии с 1950. Заслуженный артист Латвийской ССР (1955), Народный артист Латвийской ССР (1983). Обладатель национальных театральных наград: имени Андрея Пумпура (1981) и имени Эдуарда Смильгиса (1986).
Умер в Риге, похоронен на кладбище Райниса.

## Семья
- Был женат в первом браке на художнице Джемме Скулме (20 сентября 1925 — 9 ноября 2019) и во втором — на актрисе Вие Артмане (21 августа 1929 — 11 октября 2008).
- Сыновья:
  - Юрис Димитерс (род. 15 октября 1947), латвийский художник, сценограф и плакатист.
  - Каспар Димитерс (род. 1 мая 1957), известный латвийский музыкант и общественный деятель.
- Дочь — Кристиана Димитере (род. 11 мая 1965), художница.

## Награды
- орден Трудового Красного Знамени (03.01.1956)
- Народный артист Латвийской ССР (1983)
- Заслуженный артист Латвийской ССР (1955)

## Фильмография
- 1947 — Возвращение с победой — Август Гриезе
- 1949 — Райнис — Калныньш
- 1955 — К новому берегу — Пацеплис
- 1956 — За лебединой стаей облаков — фон Рекке
- 1961 — Чёртова дюжина — пассажир
- 1964 — Генерал и маргаритки — Дарк, сенатор
- 1964 — Капитан Нуль — Баузе
- 1964 — Москва — Генуя — руководитель бельгийской делегации[3]
- 1966 — «Циклон» начнётся ночью — подполковник Мельтцер
- 1967 — Жаворонки прилетают первыми — Бергис
- 1967 — Сильные духом — подполковник
- 1967 — Когда дождь и ветер стучат в окно — Тейш
- 1969 — Времена землемеров — Фельдгаузен
- 1969 — Посол Советского Союза — посол Германии
- 1969 — Тройная проверка — эпизод
- 1971 — Я, следователь… — Дулицкий
- 1972 — Последнее дело комиссара Берлаха — Лютц
- 1972 — Слуги дьявола на чёртовой мельнице — посол
- 1973 — Подарок одинокой женщине — начальник милиции
- 1974 — Нападение на тайную полицию — эпизод
- 1976 — Смерть под парусом — работник почты
- 1977 — Будьте моей тёщей! — швейцар
- 1979 — Незаконченный ужин — Виктор Пальмгрен
- 1981 — На грани веков — эпизод
- 1986 — Двойник
- 1986 — Последний репортаж — Вильгельми